# Copa Libertadores Femenina 2024
Die Copa Libertadores Femenina 2024 war die 16. Austragung des einzigen internationalen Frauenfußballwettbewerbs für Vereinsmannschaften des südamerikanischen Kontinentalverbandes CONMEBOL. Der Wettbewerb wurde in einem rund zweiwöchigen Turniermodus in Paraguay ausgetragen. Ursprünglich war Uruguay als Gastgeber vorgesehen, jedoch gab der Verband im August 2024 die Verlegung nach Paraguay bekannt.
Der brasilianische Titelverteidiger Corinthians São Paulo konnte den Titel durch den 2:0-Finalsieg über Kolumbiens Vizemeister Independiente Santa Fe verteidigen.

## Modus
Die 16 teilnehmenden Mannschaften spielten in vier Gruppen, aus denen sich die beiden besten Teams für die Finalrunde qualifizierten. Ab dem Viertelfinale wurde der Sieger im K.-o.-System ermittelt.

## Teilnehmende Mannschaften
| Land        | Verein                 | Qualifikationsgrund                                          |
| ----------- | ---------------------- | ------------------------------------------------------------ |
| Argentinien | Boca Juniors           | Argentinischer Meister 2023                                  |
| Bolivien    | Always Ready           | Gewinner des Campeonato Boliviano de Fútbol Femenino 2024    |
| Brasilien   | Corinthians São Paulo  | Titelverteidiger                                             |
| Brasilien   | Ferroviária            | Brasilianischer Vizemeister 2023                             |
| Brasilien   | FC Santos              | Dritter der brasilianischen Meisterschaft 2023               |
| Chile       | CSD Colo-Colo          | Meister der Primera División de Fútbol Femenino 2023         |
| Chile       | Santiago Morning       | Vizemeister der Primera División de Fútbol Femenino 2023     |
| Kolumbien   | Deportivo Cali         | Kolumbianischer Meister 2024                                 |
| Kolumbien   | Independiente Santa Fe | Kolumbianischer Vizemeister 2024                             |
| Ecuador     | Dragonas IDV           | Meister des Campeonato Ecuatoriano de Fútbol Femenino 2024   |
| Paraguay    | Olimpia                | Meister des Campeonato Paraguayo de Fútbol Femenino 2023     |
| Paraguay    | Guaraní                | Vizemeister des Campeonato Paraguayo de Fútbol Femenino 2023 |
| Paraguay    | Libertad               | Dritter des Campeonato Paraguayo de Fútbol Femenino 2023     |
| Peru        | Alianza Lima           | Meister des Campeonato Peruano de Fútbol Femenino 2024       |
| Uruguay     | Peñarol Montevideo     | Meister des Campeonato Uruguayo de Fútbol Femenino 2023      |
| Venezuela   | ADIFFEM                | Meister des Campeonato Venezolano de Fútbol Femenino 2023    |

## Turnierverlauf

### Vorrunde

#### Gruppe A
| Pl. | Verein                | Sp. | S | U | N | Tore    | Diff. | Punkte |
| --- | --------------------- | --- | - | - | - | ------- | ----- | ------ |
| 1.  | Corinthians São Paulo | 3   | 2 | 1 | 0 | 011:100 | +10   | 07     |
| 2.  | Boca Juniors          | 3   | 2 | 1 | 0 | 004:100 | +3    | 07     |
| 3.  | Club Libertad         | 3   | 1 | 0 | 2 | 002:400 | −2    | 03     |
| 4.  | ADIFFEM               | 3   | 0 | 0 | 3 | 001:120 | −11   | 0      |

| 3. Oktober 2024 |     |              |
| Corinthians     | 0:0 | Boca Juniors |
| ADIFFEM         | 0:1 | Libertad     |
| 6. Oktober 2024 |     |              |
| Corinthians     | 8:0 | ADIFFEM      |
| Boca Juniors    | 1:0 | Libertad     |
| 9. Oktober 2024 |     |              |
| Libertad        | 1:3 | Corinthians  |
| Boca Juniors    | 3:1 | ADIFFEM      |

#### Gruppe B
| Pl. | Verein        | Sp. | S | U | N | Tore    | Diff. | Punkte |
| --- | ------------- | --- | - | - | - | ------- | ----- | ------ |
| 1.  | FC Santos     | 3   | 3 | 0 | 0 | 010:200 | +8    | 09     |
| 2.  | Club Olimpia  | 3   | 2 | 0 | 1 | 007:500 | +2    | 06     |
| 3.  | CSD Colo-Colo | 3   | 1 | 0 | 2 | 007:300 | +4    | 03     |
| 4.  | Always Ready  | 3   | 0 | 0 | 3 | 000:140 | −14   | 0      |

| 3. Oktober 2024 |     |              |
| Olimpia         | 2:1 | Colo-Colo    |
| Always Ready    | 0:5 | Santos       |
| 6. Oktober 2024 |     |              |
| Olimpia         | 3:0 | Always Ready |
| Colo-Colo       | 0:1 | Santos       |
| 9. Oktober 2024 |     |              |
| Santos          | 4:2 | Olimpia      |
| Colo-Colo       | 6:0 | Always Ready |

#### Gruppe C
| Pl. | Verein                 | Sp. | S | U | N | Tore    | Diff. | Punkte |
| --- | ---------------------- | --- | - | - | - | ------- | ----- | ------ |
| 1.  | Independiente Santa Fe | 3   | 1 | 2 | 0 | 002:100 | +1    | 05     |
| 2.  | Dragonas IDV           | 3   | 1 | 1 | 1 | 003:200 | +1    | 04     |
| 3.  | Ferroviária            | 3   | 0 | 3 | 0 | 004:400 | ±0    | 03     |
| 4.  | Peñarol Montevideo     | 3   | 0 | 2 | 1 | 002:400 | −2    | 02     |

| 4. Oktober 2024  |     |              |
| Ferroviária      | 1:1 | Dragonas IDV |
| Peñarol          | 0:0 | Santa Fe     |
| 7. Oktober 2024  |     |              |
| Ferroviária      | 2:2 | Peñarol      |
| Dragonas IDV     | 0:1 | Santa Fe     |
| 10. Oktober 2024 |     |              |
| Santa Fe         | 1:1 | Ferroviária  |
| Dragonas IDV     | 2:0 | Peñarol      |

#### Gruppe D
| Pl. | Verein           | Sp. | S | U | N | Tore    | Diff. | Punkte |
| --- | ---------------- | --- | - | - | - | ------- | ----- | ------ |
| 1.  | Deportivo Cali   | 3   | 3 | 0 | 0 | 008:200 | +6    | 09     |
| 2.  | Alianza Lima     | 3   | 2 | 0 | 1 | 006:200 | +4    | 06     |
| 2.  | Santiago Morning | 3   | 1 | 0 | 2 | 005:700 | −2    | 03     |
| 4.  | Club Guaraní     | 3   | 0 | 0 | 3 | 002:100 | −8    | 0      |

| 4. Oktober 2024  |     |                  |
| Alianza Lima     | 2:0 | Santiago Morning |
| Deportivo Cali   | 2:1 | Guaraní          |
| 7. Oktober 2024  |     |                  |
| Deportivo Cali   | 2:1 | Alianza Lima     |
| Guaraní          | 1:5 | Santiago Morning |
| 10. Oktober 2024 |     |                  |
| Santiago Morning | 0:4 | Deportivo Cali   |
| Guaraní          | 0:3 | Alianza Lima     |

### Finalrunde

#### Viertelfinale
| Datum            |                        | Ergebnis              |              | Ort                             |
| ---------------- | ---------------------- | --------------------- | ------------ | ------------------------------- |
| 12. Oktober 2024 | Corinthians São Paulo  | 2:0                   | Club Olimpia | CARFEM, Ypané                   |
| 12. Oktober 2024 | FC Santos              | 0:0 n. V. (2:4 i. E.) | Boca Juniors | CARFEM, Ypané                   |
| 13. Oktober 2024 | Independiente Santa Fe | 2:0                   | Alianza Lima | Estadio Arsenio Erico, Asunción |
| 13. Oktober 2024 | Deportivo Cali         | 0:2                   | Dragonas IDV | Estadio Arsenio Erico, Asunción |

#### Halbfinale
| Datum            |                        | Ergebnis              |              | Ort                                |
| ---------------- | ---------------------- | --------------------- | ------------ | ---------------------------------- |
| 15. Oktober 2024 | Corinthians São Paulo  | 1:0                   | Boca Juniors | Estadio General Adrián Jara, Luque |
| 16. Oktober 2024 | Independiente Santa Fe | 1:1 n. V. (4:2 i. E.) | Dragonas IDV | Estadio General Adrián Jara, Luque |

- Schiedsrichterinnen:  Dione Rissios (Halbfinale 1),  Stefani Escobar (Halbfinale 2)

#### Spiel um Platz 3
| Datum            |              | Ergebnis |              | Ort                                    |
| ---------------- | ------------ | -------- | ------------ | -------------------------------------- |
| 19. Oktober 2024 | Boca Juniors | 2:0      | Dragonas IDV | Estadio Defensores del Chaco, Asunción |

#### Finale
| Corinthians São Paulo                                       | Corinthians São Paulo | Independiente Santa Fe | Independiente Santa Fe |
| ----------------------------------------------------------- | --- | --- | ---------------------- |
| Corinthians São Paulo                                       | \| 19. Oktober 2024 in Asunción (Estadio Defensores del Chaco) \| \| Ergebnis: 2:0 (1:0) \| \| Schiedsrichterin: Nadia Fuques ( Uruguay) \|                                                                                            | \| 19. Oktober 2024 in Asunción (Estadio Defensores del Chaco) \| \| Ergebnis: 2:0 (1:0) \| \| Schiedsrichterin: Nadia Fuques ( Uruguay) \| | Independiente Santa Fe |
| Corinthians São Paulo                                       | Nicole – Belinha, Érika (81. Daniela Arias), Mariza – Yasmim, Vitória Yaya, Duda (76. Ju Ferreira), Victória, Carol Nogueira (81. Gisela Robledo) – Gabi Zanotti (75. Jheniffer), Millene (62. Eudimilla) Cheftrainer: Lucas Piccinato | Yessica Velásquez – Leury Basanta, Natalia Gaitán, Andrea Pérez, Viviana Acosta – María Camila (90. Katherine Valbuena), Micheel Baldallo (68. Karen Hernández), Gabriela Huertas (68. Heidy Mosquera), Mariana Zamorano – María Paula Córdoba (46. Nelly Córdoba), Karla Torres Cheftrainer: Omar Ramírez | Independiente Santa Fe |
| Corinthians São Paulo                                       | 1:0 Victória (36.) 2:0 Érika (65.) | | Independiente Santa Fe |
| Corinthians São Paulo                                       | Spieler des Spiels: Érika | | Independiente Santa Fe |
| 19. Oktober 2024 in Asunción (Estadio Defensores del Chaco) | | |                        |
| Ergebnis: 2:0 (1:0)                                         | | |                        |
| Schiedsrichterin: Nadia Fuques ( Uruguay)                   | | |                        |

## Siegermannschaft
| Corinthians São Paulo | |
|                       | - Tor: Nicole; Lelê - Abwehr: Belinha; Érika; Mariza; Daniela Arias; Paulinha; Yasmim - Mittelfeld: Duda Sampaio; Gabi Zanotti ; Ju Ferreira; Victória Albuquerque; Vitória Yaya; Carol Nogueira, Gabi Portilho - Sturm: Jheniffer; Millene; Eudimilla; Jaqueline; Gisela Robledo - Trainer: Lucas Piccinato |

## Schiedsrichterinnen
| Land        | Schiedsrichterin                  | Schiedsrichterassistentinnen                     |
| ----------- | --------------------------------- | ------------------------------------------------ |
| Argentinien | Roberta Echeverría                | Gisela Trucco Carla López                        |
| Bolivien    | Adriana Farfán Alejandra Quisbert | Elizabeth Blanco María Cabezas                   |
| Brasilien   | Charly Wendy Straub Deretti       | Anne Kesy Gomes de Sá Brígida Cirilo Ferreira    |
| Chile       | Dione Rissios                     | Marcia Castillo Yomara Salazar                   |
| Kolumbien   | Jenny Arias                       | Mayra Sánchez Jenny Torres                       |
| Ecuador     | Marcelly Zambrano                 | Stefanía Paguay Marianela Ramírez Viviana Segura |
| Paraguay    | Zulma Quiñónez                    | Laura Miranda Nadia Weiler                       |
| Peru        | Elizabeth Tintaya                 | Mariana Aquino Diana Ruíz                        |
| Uruguay     | Nadia Fuques                      | Adela Sánchez Sofía Sarzay                       |
| Venezuela   | Stefani Escobar                   | Thaity Dugarte Francis García Elibith Higuera    |

## Beste Torschützinnen
| Rang | Spielerin      | Klub                  | Tore |
| ---- | -------------- | --------------------- | ---- |
| 1    | Gabi Zanotti   | Corinthians São Paulo | 5    |
| 2    | Nayely Bolaños | Dragonas IDV          | 4    |
| 2    | Ketlen         | Santos                | 4    |
| 4    | Eudimilla      | Corinthians São Paulo |      |
| 4    | Adriana Lúcar  | Alianza Lima          | 3    |
| 4    | Amada Peralta  | Olimpia               | 3    |